# Ulfat Haider
Ulfat Haider (en hebreu: חידר אולפתm, en àrab:ﺣﯾدر أﻟﻔت) va néixer a Haifa, Israel, el 1970. És una jugadora de voleibol arab-israeliana descendent dels anomenats palestins del 48, que són aquells que no van participar en l'èxode durant la Nakba. L'esportista també és activista sociopolítica en l'àmbit local, estatal i internacional. És la primera persona àrab a travessar el pol Sud a peu en 100 dies.

## Biografia
Ulfat Haider va néixer el 1970 al si d'una família musulmana a la ciutat de Haifa. Als 13 anys va començar a practicar el voleibol i més tard va ser jugadora a la selecció femenina de voleibol d'Israel.
Va acabar el seu primer títol en educació física el 1987 i es va graduar en Educació Física, Geografia i Estudis de la Terra d'Israel a la Universitat de Haifa. Així mateix, s'ha distingit per les seves activitats socials a la societat arabo-jueva a Israel, per la seva gestió de nombrosos programes al centre educatiu judeo-àrab Beit Al-Karma (en àrab: اﻟﻛرﻣﺔ ﺑﯾت) a Haifa i per la seva participació en moltes associacions que contribueixen i propulsen la igualtat i convivència en societats multiculturals, especialment entre àrabs i jueus.
Ulfat assegura que la naturalesa va crear tots els éssers humans com a iguals, independentment del gènere, el color de la pell, la religió i altres. Ha declarat que les dones tenen dret a no seguir els costums tradicionals i sortir del paper assignat per la societat i les anima a enfrontar-se a desafiaments per mitjà de la feina, la laboriositat i la fatiga, per assolir l'èxit.

## Estudis superiors
Haider obtingué el primer títol en educació física el 1987 i un segon títol en sociologia a la Universitat Bar-Ilan el 1995.

## Dates importants
2000
L’any 2000, Ulfat Haider va ser mentora qualificada en l'organització mundial Outward Bound (OBUSA, en les sigles en anglès), que opera a trenta països de tot el món. Aquesta organització desenvolupa el lideratge mitjançant activitats a la natura. Això per tal de construir un futur amb una millor convivència entre diferents comunitats.
2003
El 2003, es va unir a l'organització Breaking The Ice, al costat de l'escalador israelià Doron Erel, que va ser capaç d'escalar els Set Cims dels set continents del món. Aquesta organització ofereix reptes a favor del desenvolupament de la pau i la convivència a través d'expedicions i esports específics basats en desafiaments presents a la natura.
2004
El 2004, va ser delegada d'una missió de pau a l'Antàrtida juntament amb quatre dones israelianes més i quatre palestines, en la qual van escalar una muntanya a l'Antàrtida a la qual van batejar amb el nom "Muntanya de l'Amistat Israeliana-Palestina".
2012

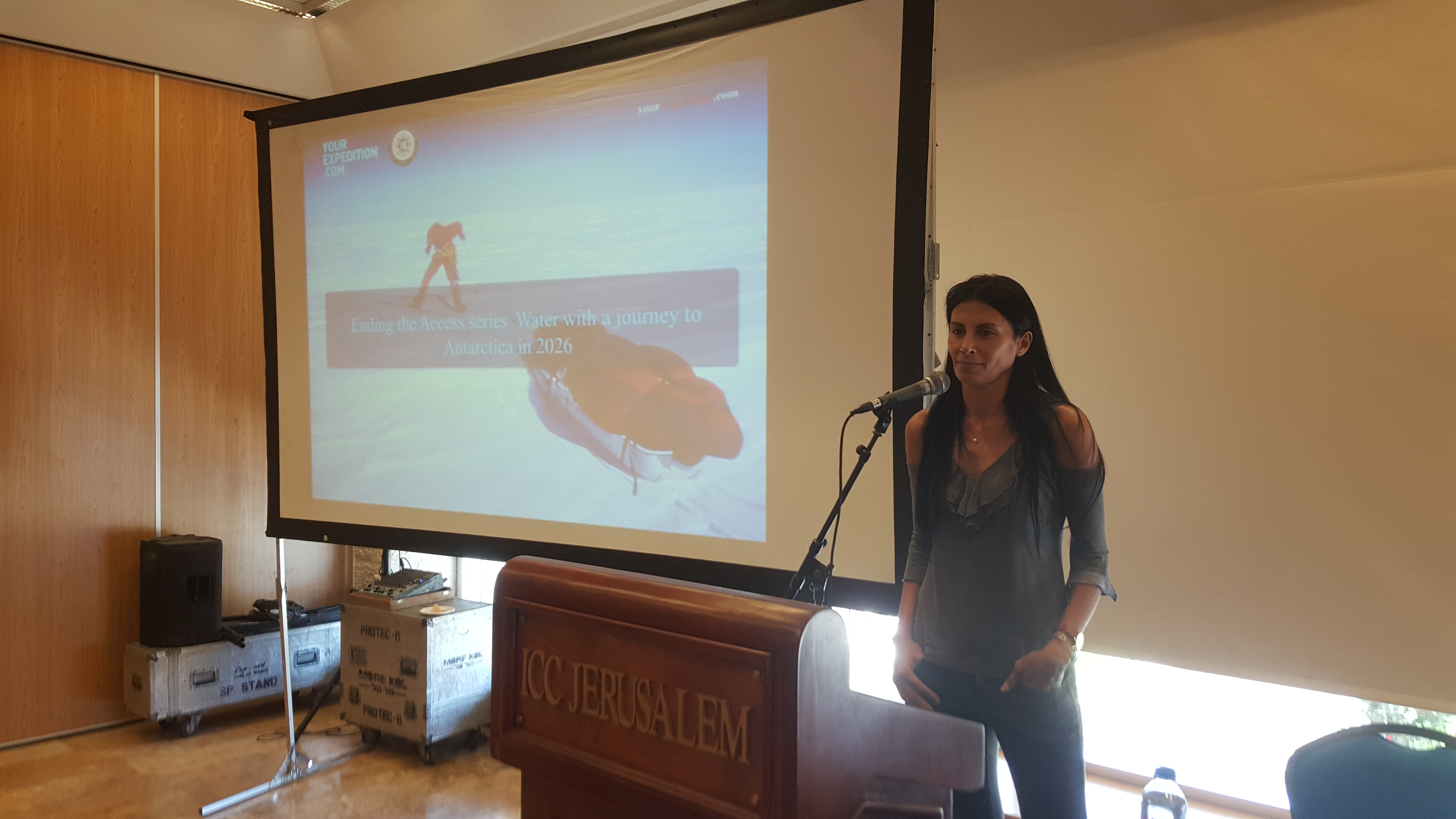
Ulfat a una conferència divulgativa sobre l'accés a l'aigua en l'ICC de Jerusalem.

El 2012, es va presentar com a representant del continent asiàtic, juntament amb sis dones més de la resta de continents, per a un viatge de 100 dies, on van creuar el pol Sud a l'Antàrtida per tal de donar visibilitat i conscienciar sobre la importància de l'aigua potable i de l'aigua de forma general al món.
2014
El 2014, es va unir a l'associació Dones Treballen per la Pau, que va ser fundada aquest mateix any. Amb aquesta associació hi participà en actes com el Març de l'Esperança del 2016.

##### 2015
Representà Àsia en un viatge per fer que l'aigua potable sigui accessible per a tothom, participant en una marxa de 100 dies des del naixement del riu Ganges, fins al seu estuari a l'oceà Índic.

## Estudis superiors
Haider va obtenir el primer títol en educació física el 1987 i un segon títol en sociologia a la Universitat Bar-Ilan el 1995.
Ulfat Haider dedica la seva vida a animar totes les dones del seu país i del món a sortir dels circuits tradicionals primitius i animar-les a enfrontar-se a desafiaments per mitjà de la feina, la laboriositat i la fatiga, per assolir l'èxit.